# Sinularia gyrosa
Sinularia gyrosa is een zachte koraalsoort uit de familie Alcyoniidae. De koraalsoort komt uit het geslacht Sinularia. Sinularia gyrosa werd in 1877 voor het eerst wetenschappelijk beschreven door Klunzinger. 